# Gilera TG
La TG è una motocicletta italiana, dotata di propulsore a due tempi, prodotta dalla Gilera.
La sigla TG sta per Turismo Gilera. Disegnata da Paolo Martin, sebbene il prototipo fosse pronto sin dal 1973, si dovette aspettare il 1977 perché la nuova ottavo di litro arcorense entrasse a listino, sotto la denominazione TG1. Contemporaneamente alla TG1 venne commercializzato anche un modello da fuoristrada, siglato GR1 (Gilera Regolarità 1).

## TG-1
Prodotta dal 1977 al 1982, sia in versione 80 che 125 (la versione 80 si distingue per il solo motore), con cerchi a raggi o in lega e linea classica del tempo, in stile Guzzi 350-500-4, disegnate dallo stesso grafico. Con questo modello la Casa abbandona il motore a 4 tempi, che era stato sviluppato sulle sue 125 ininterrottamente dal Gilerino del 1950 fino all'Arcore. Le prestazioni velocistiche della TG1 erano modeste, inferiori a quelle degli ultimi modelli a 4 tempi che la avevano preceduta.
Questo tipo di moto fu munito di miscelatore per la lubrificazione separata solo a partire dalla versione TG1-Mix, presentata nel 1979; i primi esemplari di TG1 andavano perciò riforniti con miscela benzina-olio.

## TG-2
Presentata al Salone del Ciclo e Motociclo di Milano 1981, entrò a catalogo nel gennaio 1982 e venne prodotta fino al 1985, sia in versione 80 che 125 (la versione 80 si distingue per il solo motore). Si distingue dalla Gilera TG1, per i cerchi a razze sdoppiate, un piccolo cupolino, il carter motore lato dx di forma diversa dal TG1, la strumentazione più moderna, la chiave di accensione, il gruppo motore-scarico verniciati di colore nero e la livrea (serbatoio compreso) rivista. Il carburatore PHBH Ø26 mm sostituisce il vecchio VHBZ Ø24 a valvola gas piatta del TG1. L'interasse aumentò a 1.305 mm (25 mm in più della TG1), così come il peso (104 kg dai 98 del modello precedente). Le prestazioni rimanevano modeste, accompagnate da un telaio dalla scarsa stabilità.

## TG-3
Prodotta dal 1981 al 1985, sia nella cilindrata 80 che 125 cm³ (la 80 si distingue per il solo motore), è la versione custom della TG2, caratterizzata da diversi serbatoio e sella e cerchi in lega a raggi non sdoppiati.